# Toro (Hiszpania)
Toro – miasto w Hiszpanii, w prowincji Zamora, we wspólnocie autonomicznej Kastylia i León. W 2008 liczyło 9 850 mieszkańców.

## Zabytki
- kolegiata romańska, której budowę rozpoczęto w 1140[1] roku. Sklepienie kolebkowe w nawie środkowej, natomiast w nawach bocznych sklepienia krzyżowo-żebrowe.

## Miasta partnerskie
- Condom, Francja
- Dormagen, Niemcy